# Oberzent
Oberzent est une ville allemande située dans le massif de l'Odenwald au sud de la Hesse.

## Géographie
Oberzent est la ville la plus importante de l'arrondissement de l'Odenwald en superficie. La ville, frontalière avec le Bade-Wurtemberg et la Bavière, est composée de 19 quartiers: 
- Airlenbach
- Beerfelden
- Etzean
- Falken-Gesäß
- Finkenbach
- Gammelsbach
- Hebstahl
- Hesselbach
- Hetzbach
- Hinterbach
- Kailbach
- Kortelshütte
- Ober-Hainbrunn
- Ober-Sensbach
- Olfen jumelée avec la commune de Trévignin (Savoie)
- Raubach
- Rothenberg
- Schöllenbach
- Unter-Sensbach

## Histoire
La ville de Oberzent a été créée le 1er janvier 2018, par la fusion de ville de Beerfelden et des municipalités de Hesseneck, Rothenberg et Sensbachtal.

## Personnalités liées à la ville
- Emil Fuchs (1874-1971), théologien né à Beerfelden.